# Eugénie de Montijo

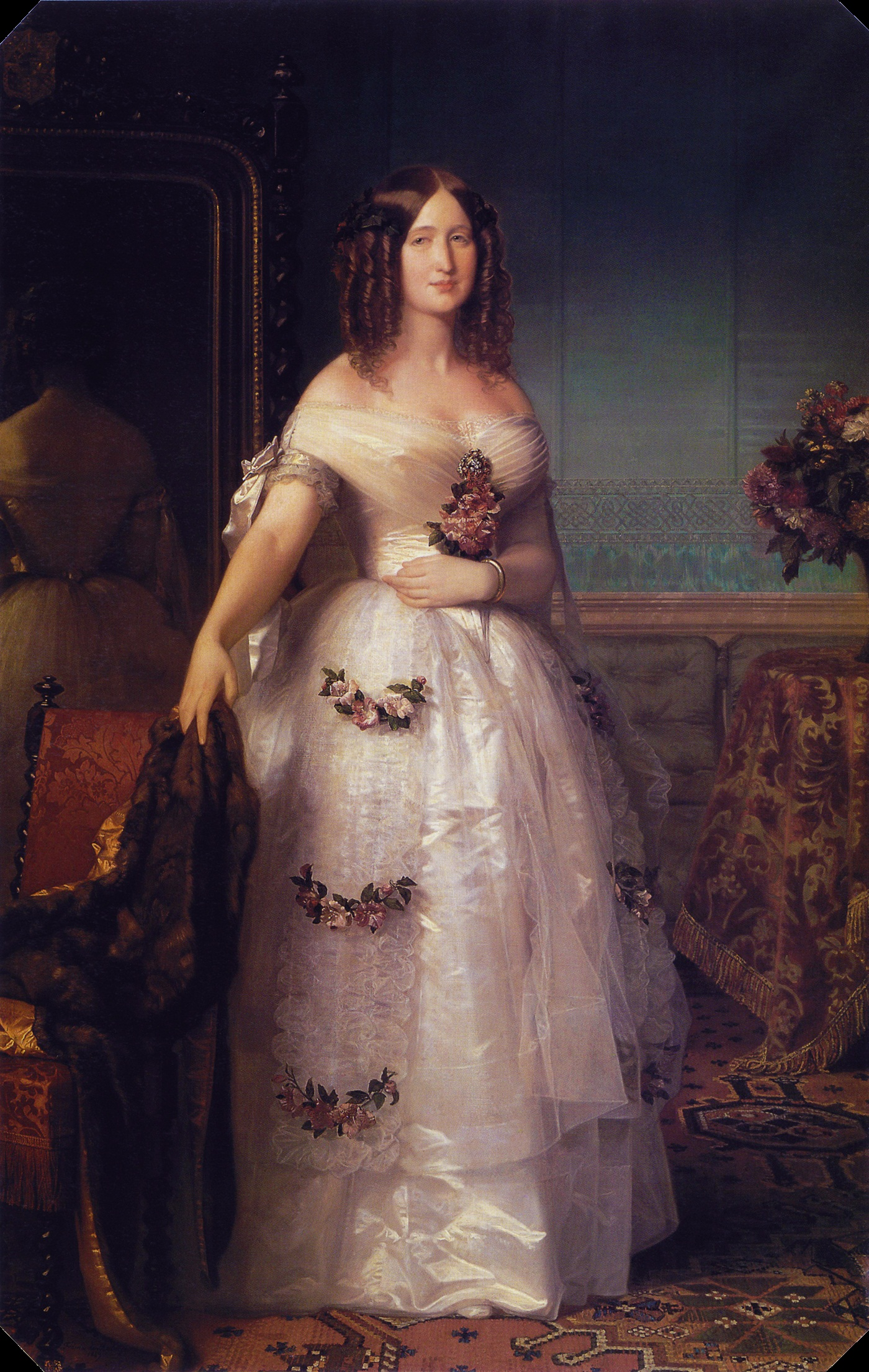
Doña María Eugenia de Montijo, porträtterad av Federico de Madrazo, 1849.

Eugénie de Montijo, född Doña María Eugenia Ignacia Augustina de Palafox-Portocarrero de Guzmán y Kirkpatrick 5 maj 1826 i Granada, död 11 juli 1920 i Madrid, var fransk kejsarinna och tidvis regent; gift 1853 med Napoleon III. Berömd under sin tid för sin skönhet och elegans var hon Europas modeförebild. Hon fungerade som Frankrikes regent under makens frånvaro och utövade ett visst inflytande över politiken. 

## Tidigt liv

### Uppväxt
Eugénie var den ena av två döttrar till en spansk grand, don Cipriano de Guzmán y Palafox y Portocarrero, greve av Montijo och Tebe, som tillhörde Spaniens främsta adelsfamiljer. Hennes mor, María Manuela Kirkpatrick de Closeburn, var dotter till en vin- och fruktexportör från Skottland som hade konverterat till katolicismen och bosatt sig i Malaga; hans familj har påståtts härstamma från en jakobitisk skotsk adelsfamilj, Kirckpatrick of Closeburn, men det är obekräftat. På grund av sin liberalism och sitt stöd för Napoleon var fadern förvisad till Granada fram till 1830. Tre år därefter ärvde han titeln greve av Montijo av sin äldre bror, och familjen kunde bosätta sig i Madrid.
Eugénie Montijo och hennes syster Paca uppfostrades i den fashionabla klosterskolan Sacré Coer på rue de Varennes i Paris från 1833 till sin fars död 1840. Även modern bodde i Paris på grund av carlistkrigen i Madrid. Skolan utbildade sina elever i franska språket, katolicism, etikett och välgörenhet. Systrarna hade också en brittisk guvernant, Miss Flowers, och gick i en gymnastikskola. Under tiden i Paris såg de en gång den blivande Napoleon III, hennes blivande make och Napoleon I:s systerson, som hölls fängslad efter kuppförsöket 1836.
Efter faderns död 1840 återvände familjen till Madrid, där hennes mor blev en ledande centralfigur i societeten, på vars mottagningar och maskeradbaler de ledande spanska makthavarna var frekventa gäster, bland dem premiärminister Narvaez och Isabella II: Maria Manuela blev 1846 hedersöverhovmästarinna hos drottningen, och Eugénie var brudtärna vid Isabella II:s bröllop samma år. Eugénie blev tidigt liberal, och var också liksom sin far anhängare av Napoleon I: efter ett sammanträffande med Eleonore Gordon, som hade deltagit i Napoleon III:s misslyckade kuppförsök 1836, blev hon också bonapartist och anhängare av Napoleon III. Eugénie beskrevs som en skönhet och var också förmögen efter sin far, och mottog flera frierier: sedan hertigen av Alba hade gift sig med hennes syster 1844 ska hon ha försökt förgifta sig själv, något som också ska ha upprepats då markisen av Alcanices 1848 låtsades uppvakta henne för att komma nära hennes syster.

### Giftermål
Från 1848 tog hennes ambitiösa mor med henne på regelbundna resor i Europa, främst till Paris, för att arrangera ett äktenskap med så hög status som möjligt åt henne. 1849 presenterades hon för Napoleon III, som då blivit president, på en bal i Elyséepalatset. Han bjöd in henne och hennes mor till ett hus i parken i Saint-Cloud med enbart henne och prins Felix Bacchioci i syfte att förföra henne, något som misslyckades. År 1851 skrev hon emellertid till Bacchioci och erbjöd sig att finansiera Napoleons kommande kupp, som 1852 gjorde honom till kejsare. 
Eugénie var sedan länge en bonapartist med politiska ambitioner, något som tros ha medverkat till försöken att gifta sig med Napoleon, som efter att han grundat en monarki var tvungen att gifta sig av politiska skäl. Sedan han efter en jakt på Fontainebleau i november 1852 hade givit henne en häst som gåva, uppvaktade han henne öppet, vilket gjorde henne till en offentlig person i Paris. Napoleon ska ha blivit förälskad i Eugénie, och sedan hon upprepade gånger hade vägrat gå till sängs med honom såvida han inte gifte sig med henne, ska han ha beslutat att gifta sig med henne. Regeringen föredrog ett dynastiskt äktenskap, och kandidaterna var först Carola av Vasa och därpå Adelaide av Hohenlohe-Langenburg. Sidogrenen av familjen Bonaparte, bestående av prins Jérôme och hans barn prins Napoleon ("Plon-Plon") och prinsessan Mathilde, som hade en plats i tronföljden, motsatte sig också äktenskapet, och Eugénie beskrevs som en utländsk äventyrerska och lycksökerska.
Då Napoleon III motiverade sitt val inför senaten beskrev han Eugénie som en trogen katolik med fransk uppfostran med potential att återuppliva kejsarinnan Joséphines kvaliteter och påpekade att Eugénie var utlänning och alltså inte hade några släktingar som kunde parasitera vid hovet, att hon var en troende katolik som med sina böner skulle gynna Frankrike och att hon hade själsliga kvaliteter som skulle göra henne till en prydnad för tronen och till dess skydd om det någonsin skulle visa sig nödvändigt. Han tillade också att han som parveny inte ville ingå ett arrangerat äktenskap.

## Kejsarinna
Eugénie de Montijo gifte sig med Napoleon III den 30 januari 1853. Bröllopet innefattade en civil vigsel på Tuilerierna, följt av en kyrklig vigsel i Notre Dame.

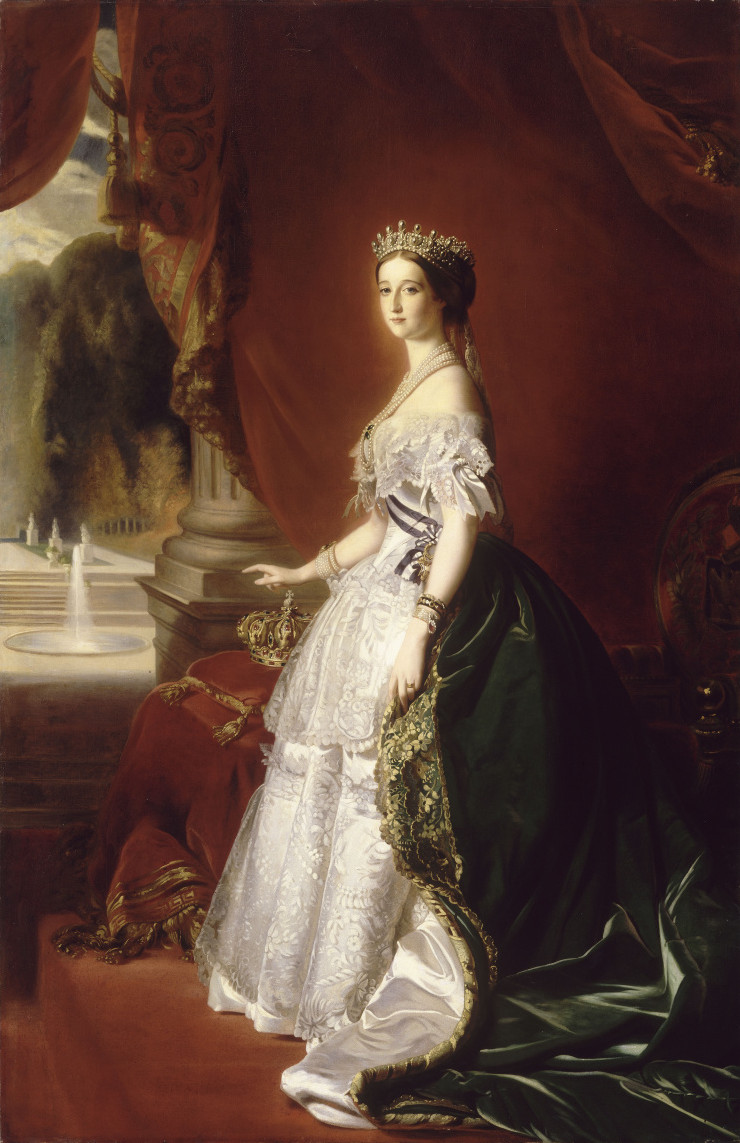
Eugénie som kejsarinna av Frankrike, porträtt av Franz Xaver Winterhalter, 1853.

### Representation
Eugénies uppgift som kejsarinna var att sköta monarkins representation och yttre propaganda. Ett imponerande och praktfullt offentligt hovliv uppfattades som politiskt viktigt av Napoleon III, och det blev hennes uppgift att återuppliva kejsarhovet från Napoleon I:s epok. 
Hovet beskrivs som praktfullt men med enkel etikett. Hovet flyttade mellan Tuilerierna i Paris, och Fontainebleau, Compiègne och Saint-Cloud utanför Paris. 
Under vintern hölls fyra stora kejsarbaler i Tuilerierna avslutade med en maskerad för 5000 gäster; varje måndag hölls också kejsarinnans mottagningar med dans för 500 personer, förutom de maskerader som gavs av de utländska ministrarna, och som alla sammanfattades under namnet fêtes impériales. Vid dessa öppnade kejsarparet balen och satt sedan på en tron tillsammans med sina släktingar: vanligen endast prins Jérôme och prinsessan Mathilde. Saint-Cloud beskrivs som kejsarparets privatbostad där de tidvis levde privatliv under vintern och där de nästan inte tog emot några gäster. 
Under våren och sommaren vistades hovet på Fontainebleau, där de stod värd för den kejsarliga jakten, och där en mindre krets nära vänner togs emot. Hon beskrivs som en skicklig ryttare och jägare och gjorde många offentliga besök runtomkring i trakten. Ett av de mest betydelsefulla representationsfenomenen var vistelserna på Compiègne, där hovet tog emot ett stort antal gäster under de s.k. series varje sensommar och höst. Propagandamottagningarna bestod av fyra stycken som varade under en vecka vardera mellan oktober och december; en för politiker, en för modets representanter och en blandad för diplomater, militärer och artister. Eugénie beskrivs som en begåvad och charmerande värdinna som lyckades göra dessa mottagningar till propagandaframgångar för monarkin. 
Några veckor varje år tillbringade hon också en privat semester i Biarritz, där Napoleon 1854 hade uppfört ett palats åt henne, Villa Eugénie, och där hon ägnade sig åt att segla och bada och umgås informellt med privata vänner och familj, bland annat sin mor och syster, som helst inte fick visa sig offentligt i Paris. 
Hon följde med Napoleon på statsbesöket till Storbritannien 1855, som beskrevs som en stor framgång, och tog sedan emot drottning Viktoria och prins Albert på svarsbesöket i Paris och arrangerade då en bal på Versailles.

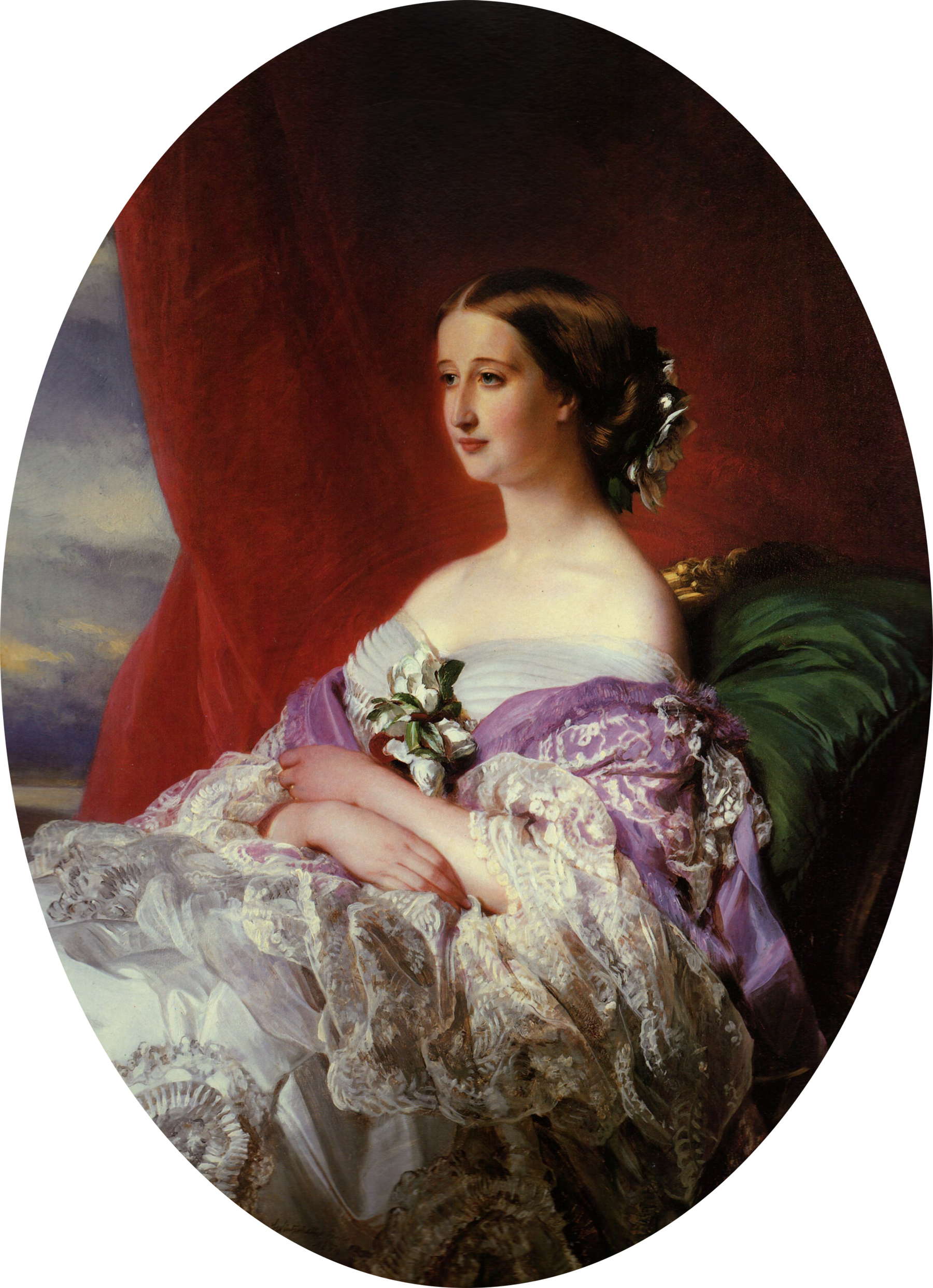
Eugénie de Montijo, 1854.

### Stilikon
Eugénie blev tidigt sin tids modeförebild och stilikon. Hon var intresserad av skönhetsvård och var känd för att sminka sig, vilket inte var okontroversiellt under denna tid. Hon lanserade frisyren l'impériatrice, där håret samlades ihop i korkskruvslockar i nacken, och många andra nyheter fick senare detta namn. Hon bytte kläder sex gånger per dag och bar aldrig samma klänning mer än en gång, och varje halvår gavs hennes klänningar till hennes hovdamer, som sålde dem. 
Hennes modeskapare var initialt Madame Palmyre, Madame Vignon och Mademoiselle Félicie, innan hon 1860 gjorde modeskaparen Charles Frederick Worth berömd. Därefter gjorde Worth hennes aftonklänningar, Madame Laferrière förmiddagsklänningarna och Mademoiselle Félicie ytterplaggen, medan Félix Escalier var hennes frisör och Madame Virot och Madame Lebel skapade hennes hattar: samtliga bland de främsta modekreatörerna i Paris.
Hon lanserade krinolinen år 1855 – därav kallades hon ibland "drottning krinolin" – och gjorde den omodern 1868. Hon lät också lansera jackan (för kvinnor), en kort krinolin för promenadbruk 1863 och bytte ut bahytten mot bredbrättade hattar och hattar utan skärm. Hon var berömd för sina juveler, särskilt sina diamanter. Hennes utseende blev en välkänd förebild genom de porträtt som målades av henne av Franz Winterhalter. 
Hon intresserade sig även för konst, och anses ha legat bakom den stil som var förhärskande under makens regeringstid.

### Privatliv
Relationen mellan Eugénie och Napoleon beskrivs som god: Napoleon ska ha varit stolt över henne och behandlat henne som en samarbetspartner och kollega, respekterat hennes omdöme, givit henne ansvar och aldrig tappat humöret mot henne. 
Däremot var han känd för sina kärleksaffärer, något som ska ha plågat Eugénie och förorsakat svartsjukedraman. Enligt vad Napoleon själv uppgav för sin kusin Mathilde var han otrogen endast sex månader efter bröllopet. Eugénies förlossning 1856 var så svår att hon nästan avled, och efter detta avrådde läkarna henne från könsumgänge för att förhindra en ny graviditet. Efter detta blev Napoleons otrohet mer öppen. Napoleon hade ett förhållande med Virginia Oldioni di Castiglione 1856–1857, grevinnan Marie-Anne Walewska 1857–1861 och Marguerite Bellanger 1863–1865, förutom ett stort antal tillfälliga partners, som han brukade få sin tjänstgörande hovmästare att klä av och föra till sitt sovrum. Eugénies svartsjuka var känd, och hon förorsakade skandal då hon 1864 besökte Bellanger och förgäves begärde att relationen skulle avslutas. Napoleons otrohet ska ha upphört efter den kortvariga relationen med grevinnan Mercy d'Argentau 1867.

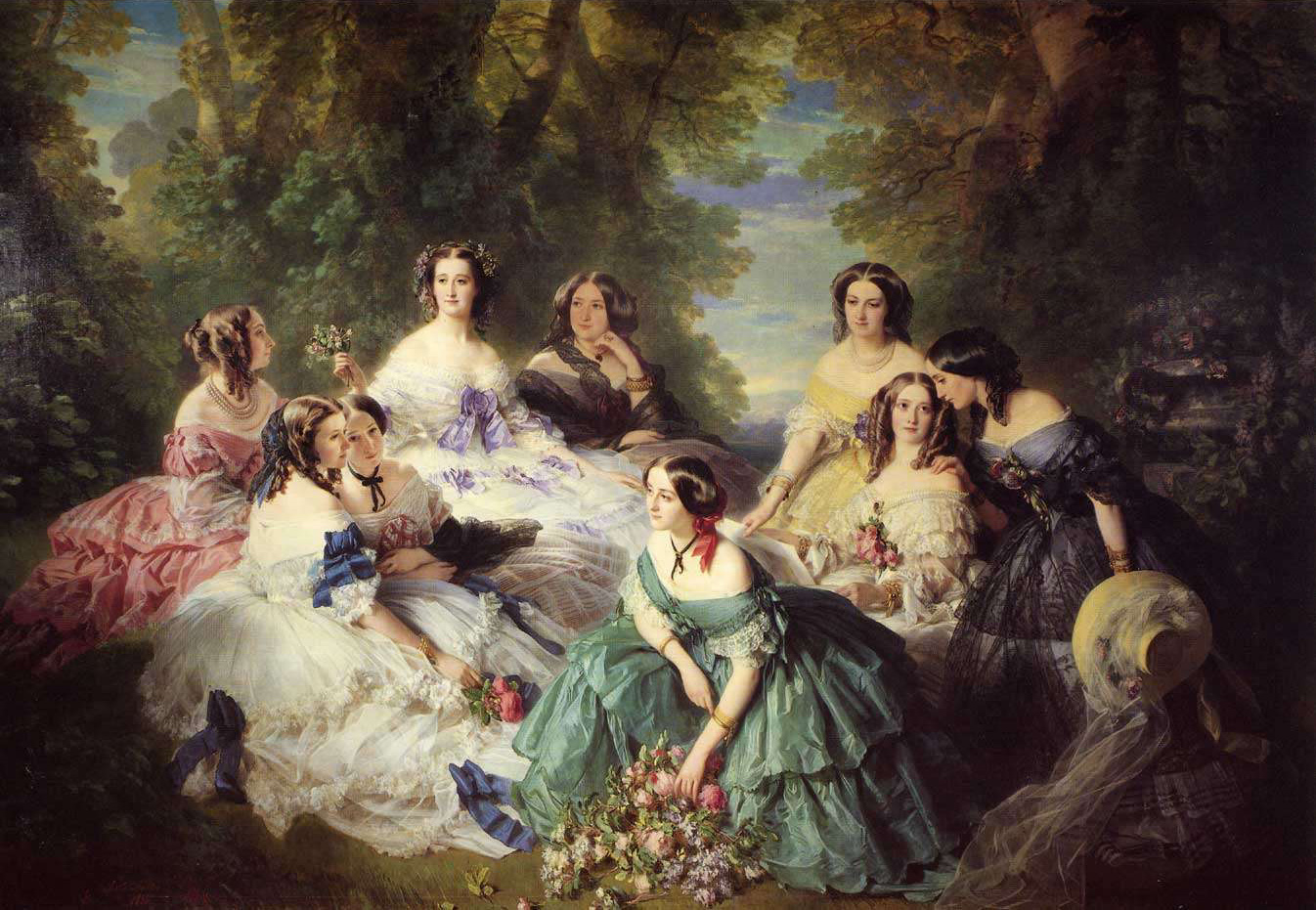
Kejsarinnan Eugénie omgiven av sina hovdamer, målning av Franz Xaver Winterhalter, 1855.

Hennes relation till makens släktingar var ansträngd, särskilt till hans tronarvinge och farbror, Jérôme, och dennes son, prins Napoleon, som stod näst i tur i tronföljden efter hennes son. Det hävdas att hans fiendskap grundades i att hon en gång hade motstått hans försök att förföra henne, och att han, under hennes förlossning, som i enlighet med seden försiggick inför medlemmarna av familjen, ska ha iakttagit henne nästan naken och sagt att han inte förstod varför en kvinna med sådana ben kallades vacker. Frånsett detta var de i vilket fall politiska rivaler. 
Eugénies två främsta hovdamer var Anne d'Essling och Pauline de Bassano, och bland hennes hovmän nämns greve Charles de la Pagerie, som var känd för sina imitationer, och greve de Cossé-Brissac, som brukade få hantera snobbismen från den gamla adel som hånade den napoleonska nyadeln, som dem hon tyckte bäst om. Den icke adliga personalen inkluderade hennes välkända temperamentsfulla kammarfru "Pepa" Pollet. 
Bland hennes personliga umgänge fanns Cecile de Nadaillac, Anne Murat de Mouchy och Mathilde Bonaparte. Hennes mest kända vänskapsförbindelse är den med Pauline Metternich, som presenterade henne för Worth och som var känd för sina excentriska vanor: hon ska ha uppmuntrat henne att vara djärv, och de ryktades bland annat ha tagit sig runt i Paris inkognito i förklädnad, rent av utklädda till män, något som dock inte är bekräftat.

### Karaktäristik och engagemang
Som person beskrivs hon som passionerad, självständig, viljestark och temperamentsfull. Hon var engagerad i politik och var benägen att tappa behärskningen och få vredesutbrott. I offentliga sammanhang ska hon tidigt ha funnit sig tillrätta i sin offentliga roll, och hon beskrivs som en tillgång i sin funktion som charmerande värdinna. Eugénie beskrivs som en skönhet och utsattes för en del sexuell smutskastning från oppositionens sida. Inför sina vänner uttryckte hon avsky för könsakten, men sade vid ett annat tillfälle att hon skulle ha haft flera älskare om hon inte hade varit religiös. Hon var känd för att kunna kommentera skönhet hos båda könen med beundran, något som sågs som chockerande. Enligt Émile Ollivier tyckte hon om att flirta och sågs till exempel vid ett tillfälle kyssa en kavaljer på en bal, men hon ska inte ha fullföljt någon flirt fysiskt, och har ofta kallats asexuell.

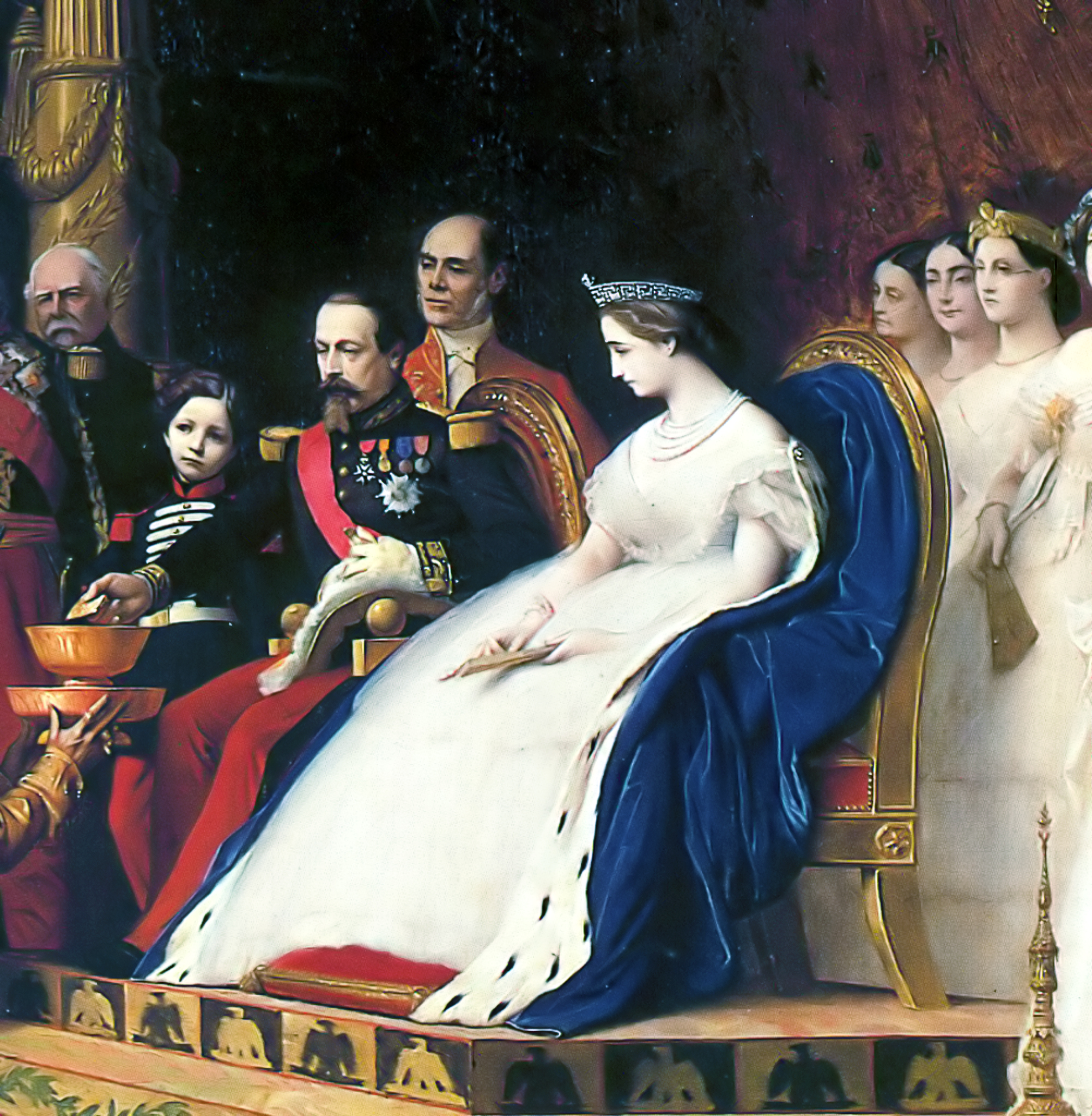
Kejsar Napoleon III och kejsarinnan Eugénie.

Vid bröllopet tackade hon nej till den gåva av diamanter som myndigheterna ville ge henne och bad i stället om bidrag till en institution för utbildning av fattiga flickor, något som blev början på hennes välgörenhetsprojekt. Hon inrättade bland annat konvalescenthem, hospital för barnsängskvinnor, barnsjukhus, ålderdomshem och en agentur för fosterhem. Hon blev beundrad för sina besök på sjukhusen under koleraepidemin i Paris 1865.
Under upploppen efter oppositionens valseger 1869 ska ljudet från demonstranterna ha hörts under musikpauserna under galakvällarna på Tuilerierna. Den 12 juni visade sig Napoleon och Eugénie då de tog en tur i landå från Saint-Cloud till boulevarderna i Paris utan bevakning bland demonstranterna, något som väckte sympati; upploppen lade sig strax därefter.
1869 representerade Eugénie Frankrike under invigningen av Suezkanalen. På resan dit gjorde hon statsbesök i Venedig, Aten och Istanbul. Under hennes besök i haremet blev sultanens mor Pertevniyal Sultan så uppbragd över att se sultanen vandra omkring med en okänd fransyska utan slöja vid armen att hon boxade Eugénie i magen, vilket gav upphov till ett gräl mellan sultanen och hans mor: det hela skrattades dock bort[källa behövs]. Den 17 november 1869 invigdes Suezkanalen i Port Said genom att den för första gången korsades av 50 skepp med olika länders representanter, bland dem Österrikes monark, Preussens tronföljare, med Eugénies jakt L'Aigle i spetsen. Invigningen avslutades med en galamiddag som gavs av khediven i Ismailia följd av en bal utan dans som Eugénie bevistade i en diamantbeströdd klänning.

## Politisk aktivitet

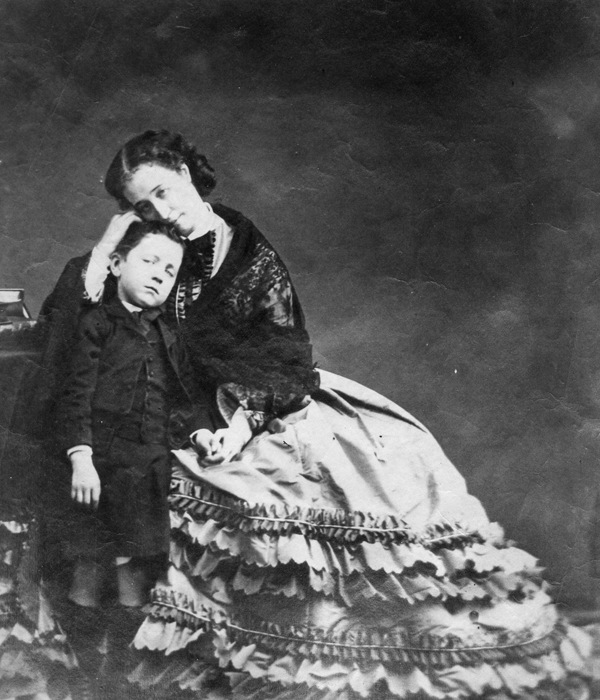
Kejsarinnan med sin son, 1862.

Eugénie var en övertygad anhängare av den samtida bonapartismen, vars idé vid tiden för hennes äktenskap var en form av upplyst despoti där kejsarmonarkin skulle stimulera ekonomin samtidigt som den skydda arbetarklassen mot exploatering från borgerskapet genom en form av socialt skyddsnät och offentliga skyddsåtgärder, som utfördes av politiker utnämnda av monarkin. Hon såg till att etablera goda relationer till makens ministrar och lyckades i de flesta fall: dock befann sig de Persigny konstant i opposition till henne. 
Napoleon III invigde henne tidigt i politiken: han visade upp regeringsdokumenten för henne och förklarade dem för henne, och gav henne uppgiften att påverka de utländska ambassadörerna för hans policy genom att plantera ut rykten om hans syften och förhöra sig om deras länders policys. Det var en uppgift hon utförde redan inför krimkriget 1854, trots att hon personligen var emot kriget.
Vid födseln av sin son, Louis Napoleon Bonaparte, Napoleon IV, den 16 mars 1856, tillerkändes hon enligt den konstitutionen tjänsten som sin sons förmyndare och landets regent om denna skulle bestiga tronen som omyndig. Hon stödde författare, som normalt sett var kritiska till kejsardömet, som då hon 1857 ingrep när författaren till Madame Bovary åtalades för sedeslöshet. 1858 försökte hon förhindra avrättningen av Felice Orsini, som försökt mörda henne och maken, då hon ville undvika att han gjordes till martyr.

### Första regentskap
Mellan 10 maj och 17 juli 1859 var Eugénie Frankrikes ställföreträdande regent vid makens frånvaro under det italienska kriget. Hon beskrivs som entusiastisk över denna uppgift, var mycket aktiv och fick god kritik. Hon sammanträffade med ministrarna, upprätthöll presscensuren och organiserade offentliga högtider varje gång det kom positiva nyheter från fronten.

### Kvinnorörelsen
Eugénie intresserade sig för jämställdhet och det noteras att hon flera gånger ingrep för att hjälpa fram kvinnliga förebilder. 
Tack vare hennes personliga ingripande mot ansvarig minister kunde Julie-Victoire Daubié 1862 avlägga studentexamen och Madeleine Bres anmäla sig till läkarutbildningen. När Elizabeth Garrett inte tilläts studera till doktor i London, övertalade hon Parisuniversitet att acceptera Garrett. 
Hon försökte också, dock utan framgång att få franska akademien acceptera George Sand som medlem. Hon förberedde också grundandet av ett medicinskt universitet för kvinnor i Paris, med kvinnliga professorer, men det hann aldrig öppna före revolutionen.

### Andra regentskap
Eugénie tjänstgjorde som regent en andra gång under makens resa till Algeriet från 29 april till 8 juni 1865. Även denna gång fick hon god kritik för att ha visat respekt för majoritetens vilja, måttfullhet och kompromissvilja. Hon bjöd regelbundet ut ministrar och ledamöter till Saint-Cloud för att diskutera vad som togs upp i parlamentet, och höll audienser och rådsmöten nästa varenda dag. 
Hon gav sitt stöd till minister Victor Duruys utbildningsreform om sekulär grundskoleundervisning och gymnasier (lycéer) för flickor. Hon lyckades inte få universitetet Sorbonne att acceptera kvinnliga studenter, men tvingade ändå igenom ett undantag för sina systerdöttrar. Hon tvingade trots opposition det franska postverket att öppna yrket för kvinnor. 
Hon såg också till att konstnären Rosa Bonheur tilldelades hederslegionen; detta pris hade sedan länge föreslagits för henne, men på grund av hennes kön, hade priset i stället getts till hennes bror i hennes ställe. När Eugénie blev regent delade hon genast ut priset direkt till Bonheur, reste själv ut till denna i dennas bostad och nålade fast medaljen medan hon förklarade hur stolt hon var över att priset slutligen hade tilldelats en kvinna. 
Hon gav sitt stöd till fängelsereformatorn Emile Ollivier, och vid kejsarens återkomst övertalade hon honom att upprätta en kommission med sig själv och Ollivier som ordförande. 
Efter hennes andra regentskap 1865 ledde hon regelbundet ministersammanträdena i kejsarens ställe, något som var kontroversiellt på grund av hennes kön.

### Politiska åsikter
Eugénie var medveten om att en del av oppositionen mot hennes deltagande i politiken berodde på sexism. Hon uppgav senare för en levnadstecknare om den här tiden: 
"Ingenting brukade göra mig argare än att få höra att jag saknade sinne för politik bara för att jag var kvinna. Jag ville ropa tillbaka: 'Så kvinnor saknar alltså sinne för politik? Hur var det med drottning Elisabet? Maria Theresa? Katarina den stora?'"
Eugénie var från åtminstone tiden för Italiens enande 1860 och framåt mer personligt engagerad i politiken, och drev sina egna åsikter, som inte alltid var överensstämmande med makens utan mer traditionalistiskt lagda. Hon trodde på ultramontanismen och stödde påven Pius IX i hans protester mot Italiens enande. Hon var uppriktig katolik och var som sådan emot Italiens enande och Påvestatens upplösning och gav kejsaren stöd för den franska garnison han höll i Rom för att förhindra dess anslutning till Italien. Hon var dock ekumenisk och respekterade även andra kristna trosriktningar. 
Hon stödde upprättandet av det mexikanska kejsardömet som en katolsk progressiv liberalt upplyst despoti i bonapartistisk stil: 1862 gav hon Österrikes ambassadör i uppgift att övertala tronkandidatens bror, Belgiens kung, att övertala Viktora av Storbritannien att stödja planen inför det brittiska parlamentet, och 1863 besökte hon Madrid för att utverka Isabella II:s stöd.

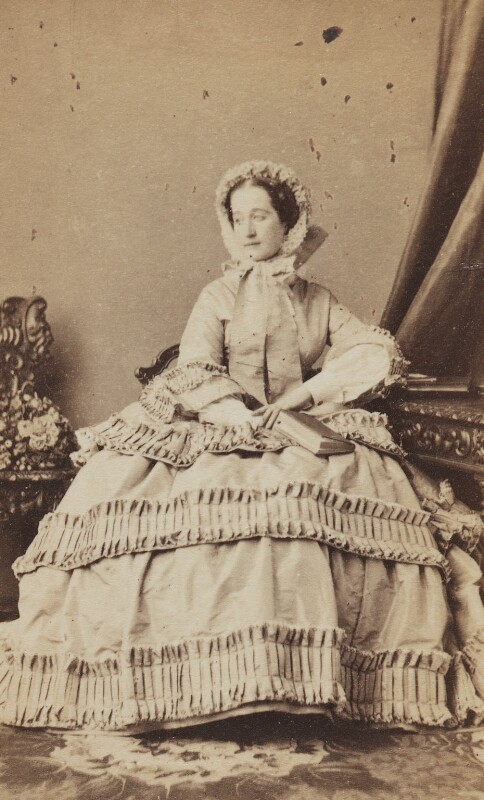
Kejsarinnan Eugénie, 1858.

1863 gav hon Napoleon sitt stöd i hans parti för Polen i dess uppror mot Ryssland, något som då var populärt bland både katoliker och liberaler, och skrev också anonymt en artikel till stöd för Polen. Hon planerade att återupprätta Polen som monarki med Sachsens kungafamilj som dynasti: Preussen skulle få Hannover, Ryssland en del av Turkiet, Österrike uppge Schlesien till Polen och Venetien till Italien i utbyte mot Södra Tyskland och Bosnien, och Italien skulle i utbyte mot Venetien uppge Påvestaten och Neapel: Grekland skulle få Istanbul. Hennes budskap var en allians med Österrike mot Ryssland, som efter nederlaget skulle kompenseras med fria händer i Turkiet, och Österrikes ambassadör förhandlade också med kejsaren för hennes räkning, men svaret blev nej.
Eugénie gjorde upprepade försök att övertala Napoleon att sluta allians med Österrike mot Preussen under kriget 1866. Hon var rädd för att ett segrande Preussen skulle vända sig mot Frankrike, och bad Österrikes ambassadör att övertala Österrikes kejsare att avstå Venetien till Italien, något som skulle göra en allians accepterad i Frankrike: hon lämnade en försäkran om att hon skulle kunna övertala Napoleon, och övertalade därefter minister efter minister med stöd av utrikes- och krigsministrarna. Napoleon lät sig inte övertalas förrän kriget oväntat var över, och hon bad honom då att abdikera för sin son, med henne som regent. 
I oktober 1867 övertalade hon ministären att skicka en truppstyrka som framgångsrikt försvarade Rom mot ett anslutande till Italien, något som uppfattades som hennes personliga triumf och gjorde henne impopulär bland de antiklerikala. Hon motsatte sig en konstitutionell monarki och ansåg att genomförandet av en sådan skulle skjutas upp till sonens myndighetsdag 1874, då andra kejsardömet kunde vara stabilt nog att överleva en konstitution.

### Kritik
Hennes politiska engagemang och inflytande var inte populärt. Fram till 1860 hade hon uppfattats som enbart lättsinnigt intresserad av fester, mode och flärd, men sedan Italiens enande hotade påvens världsliga makt, hennes inflytande blev känt, och hon ryktades ha ersatt utrikesminister Thouvnel med den proösterrikiske Drouyn de Lhuyn, blev hon offentligt känd som en politisk aktör och utsatt för smutskastning. Hon blev ofta använd som måltavla för kritiken mot andra kejsardömet. Hon anklagades för att samla ett eget parti kring sig som önskade kejsarens död för att utropa hennes omyndige son till kejsare med henne som regent.
Eugénies idoliserade beundran för Marie-Antoinette var välkänd och uppfattades som excentrisk. Vid sitt frieri påminde Napoleon henne om Marie-Antoinettes öde som en varning inför hennes ställning som kejsarinna, och efter bröllopet vallfärdade hon till fängelset där denna hade suttit och läste breven hon hade skickat före sin avrättning. Hon besökte Petit Trianon, som hon lät restaurera och ofta besökte, hade avbildningar av Marie-Antoinette i alla sina sovrum, köpte in alla föremål som ryktades ha tillhört denna och lät också avbilda sig själv i trädgården i Trianon utklädd till henne. 
Det var känt att hon fruktade att hon och hennes son så småningom skulle råka ut för samma öde som Marie-Antoinette och dennas son, en tro som uppfattades som vidskeplig och morbid och som, när den blev känd offentligt, också fick en negativ effekt och användes av hennes politiska motståndare. Hon jämfördes öppet med Marie-Antoinette och mottog hotbrev som lovade henne samma öde. Hennes fiendskap med makens kusin och nummer två i tronen, prins Napoleon "Plon-Plon", jämfördes med Marie-Antoinettes fiendskap med hertigen av Orléans. Det stora misslyckandet i Mexiko, där kejsar Maximilian, som placerats på tronen med fransk hjälp, blev skjuten 1867 när Frankrike drog tillbaka sitt stöd, uppfattades som ett enormt fiasko av den franska allmänheten, som lade skulden för misslyckandet på Eugénie. 

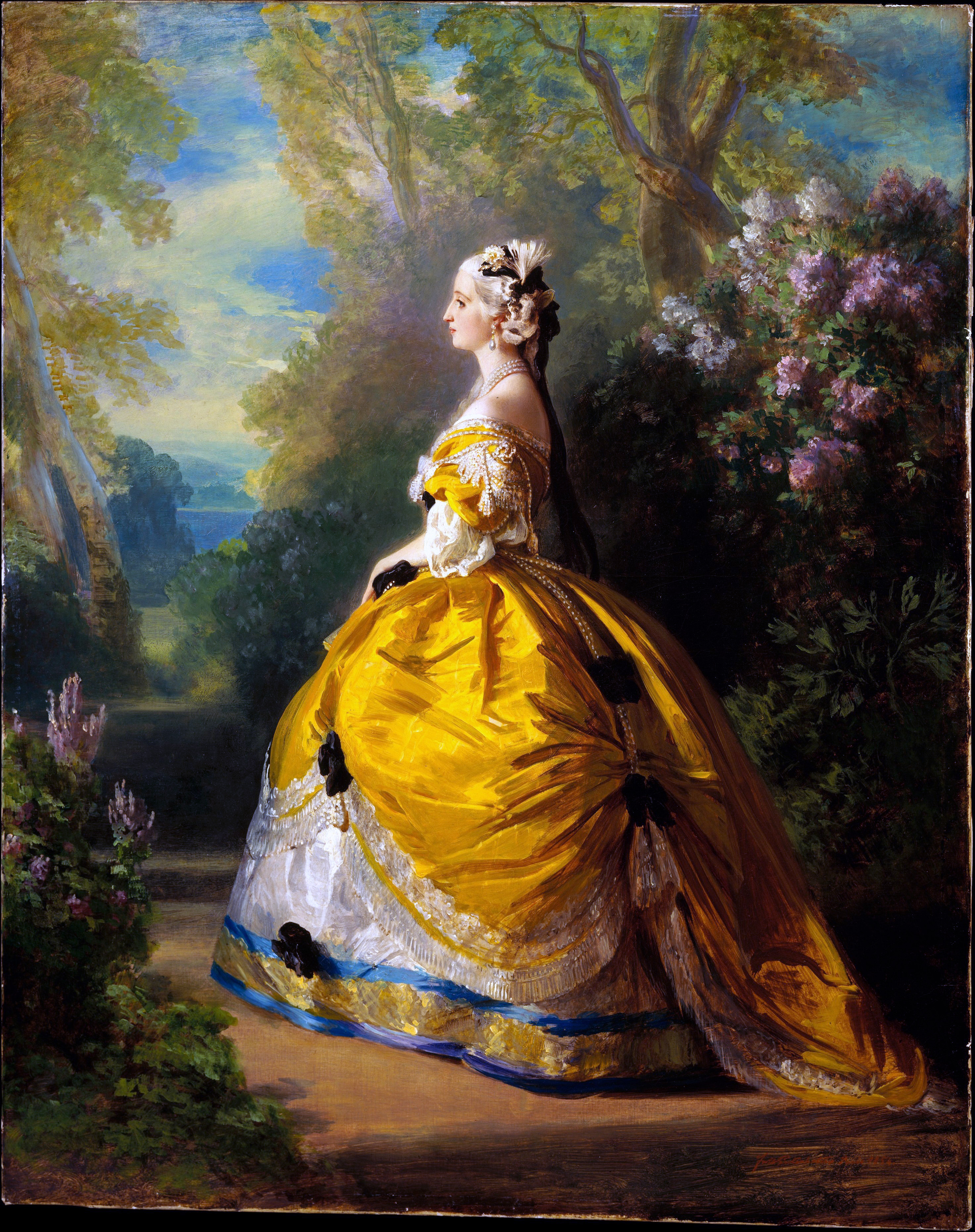
Kejsarinnan Eugénie, klädd som drottning Marie-Antoinette, porträtt av Franz Xaver Winterhalter, 1854.

Vid denna tid ska polisagenten Hyrvoix för första gången ha medvetandegjort kejsarparet om att: 
"Precis som sades under Ludvig XVI:s tid 'det är österrikiskans fel', säger nu alla under Napoleon III: 'Det är spanjorskans fel'".
Vid ett tillfälle, under en maskeradbal då hon var utklädd till Marie-Antoinette, viskade en maskerad man i hennes öra: "En dag ska du dö som hon, och din son kommer att dö i Templet precis som kronprinsen". Mannen försvann snabbt i folkmassan innan han kunde identifieras.
1869 genomförde Napoleon en konstitutionsreform som avskaffade enväldet och tillät bildandet av en liberal demokratisk regering medan hon var utomlands för att närvara vid invigningen av Suezkanalen i Egypten. Napoleon hade länge haft dessa planer men velat vänta tills en liberal regering, som stödde en konstitutionell monarki, kunde väntas tillträda, något som valsegern 1869 hade gett utsikt för: de följande oroligheterna hade också stärkt stödet för monarkin från den förmögna oppositionens sida. Hennes opposition mot detta steg var väl känd, och det ryktades om att man fördröjde regeringsbildandet för att hon skulle kunna hinna hem och avskaffa demokratin genom en kupp. Hon återvände dock inte förrän 5 december, då den redan var på plats. Regeringschefen Émile Ollivier krävde genast att hon i fortsättningen skulle uteslutas från att närvara vid regeringssammanträden, något Napoleon tvingades bifalla, officiellt för att hon skulle slippa förknippas med åsikter hon inte delade. Vid denna tid bildades ett bonapartistiskt parti kallat Mamelukerna efter kejsarens garde, som stödde den absoluta bonapartistmonarkin, och Eugénie utpekades genast som dess ledare.
I juni 1870 drabbades Napoleon av en svår attack av gallsten, som en tid gjorde honom sängliggande. En operation rekommenderades men utfördes inte. Prins Napoleon "Plon-Plon" hävdade senare, att läkarrapporten hade innehållit en varning mot att rida och anstränga sig fysiskt, men att Eugénie hade undanhållit den, vilket gjorde att Napoleon ändå gav sig ut på slagfältet till häst under det följande kriget. Hennes syfte ska ha varit att få honom att anstränga sig till döds, för att hon själv skulle kunna bli regent för deras minderåriga son. I själva verket innehöll läkarrapporten ingen sådan varning, och Eugénie hade heller inte fått se den.

## Kejsardömets fall

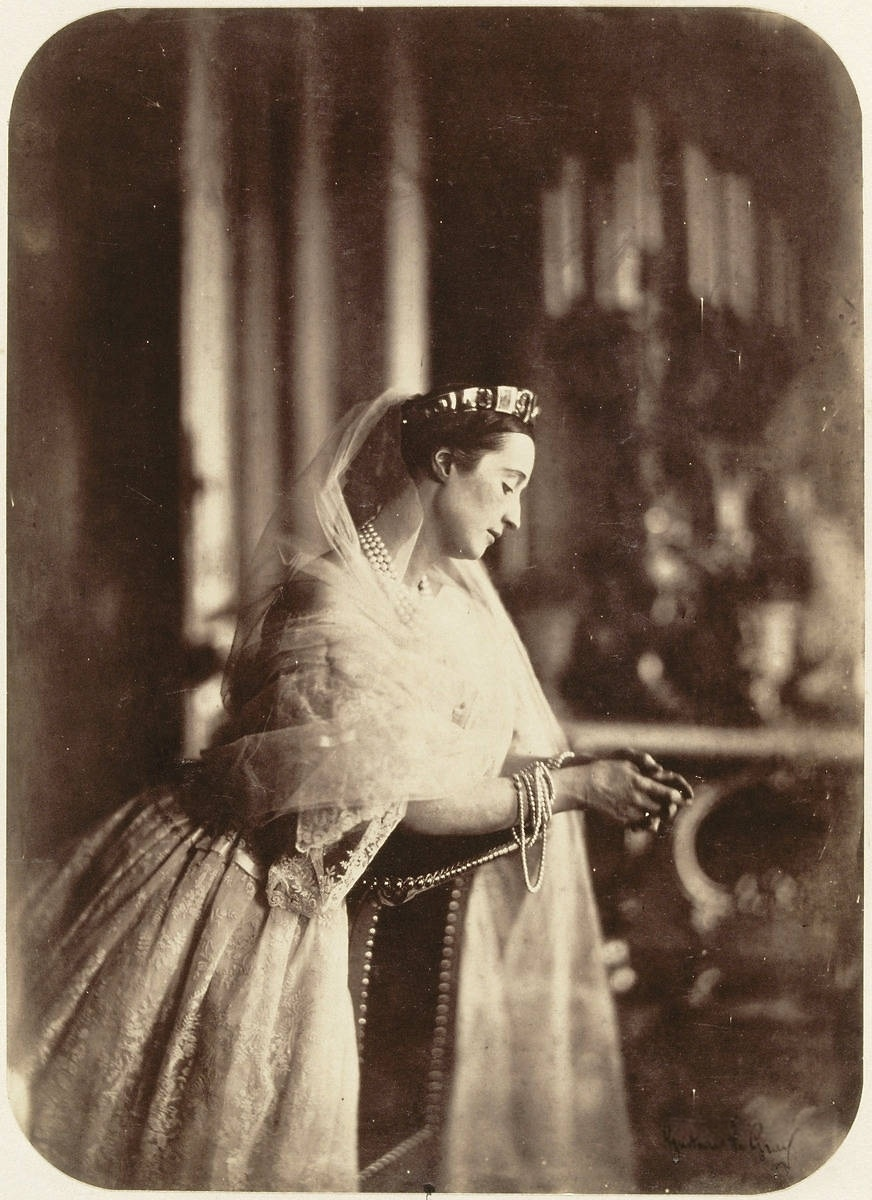
Eugénie de Montijo - Kejsarinna av Frankrike, 1856.

I juli 1870 erbjöd Spanien sin krona åt den tyske prinsen Ferdinand av Hohenzollern-Sigmaringen. Detta uppfattades i Frankrike som ett hot, eftersom Ferdinand på grund av sitt efternamn Hohenzollern – detsamma som Preussens kungafamilj – uppfattades som en preussisk agent, och att Frankrike då riskerades av omringas av Preussen. Det franska parlamentet, pressen och allmänna opinionen krävde krig mot Preussen. 
Eugénie, som alltid hade uppfattat Preussen som ett hot, tog parti för kriget, och till skillnad från Napoleon, avvisade hon telegramet från Ferdinands far om att hans son hade avvisat förslaget som otillräckligt. Den 12 juli, då Napoleon led av ett gallstensanfall och var omtöcknad av laudanum, ägde ett möte rum på Saint-Cloud mellan Napoleon, Eugénie och minister Gramont, som enligt uppgift avgjorde kriget till jasidans fördel. Eugénie ska då ha stött Gramonts åsikt att kriget var nödvändigt för att försvara Frankrikes stormaktställning mot Preussen; hon trodde också att en krigsseger var nödvändig för att bevara monarkin. 

### Tredje regentskap
Eugénie tjänstgjorde som regent för tredje gången från 26 juli till 4 september 1870. Det bestämdes att Napoleon III själv skulle leda armén för att vinna popularitet, trots att hans gallstensproblem gjorde det svårt för honom att sitta till häst, och han avreste mot fronten med deras son. Regeringen betraktade henne som regent enbart till namnet, och lämnade henne utan inflytande på Saint-Cloud. 
Den 4 augusti blev Frankrike invaderat av Preussen, och två dagar senare bad premiärminister Ollivier henne att flytta in till Paris och utfärda undantagstillstånd, något hon gick med på. Samma natt sammankallade hon regeringen i Tuilerierna och avvisade Olliviers förslag att arrestera vänsteroppositionen, tysta pressen, kalla tillbaka kejsaren och utnämna general Trochu till krigsminister. I stället avskedade hon Ollivier och lät lojalisten Palikao bilda en ny regering som mobiliserade Paris inför försvaret av huvudstaden mot preussarna. 
17 augusti utnämnde hon på Napoleons rekommendation general Trochu till militärguvernör i Paris, avrådde kejsaren från att återvända till Paris utan en seger och utan att Mac-Mahons armé först hade undsatt den andra franska armén under Bazaine, som var belägrad i Metz, med argumentet att om kejsaren återvände i det läget skulle revolutionen bryta ut. Hon höll regeringsmöten två gånger per dag. Under tiden tappade Napoleon kontrollen över armén. Han sände deras son till gränsen vid Belgien, men följde själv armén till Sedan. 
Den 3 september talade minister Henri Chevreau om för Eugénie att Napoleon III hade tagits tillfånga av preussarna, och rådde henne att vädja till Trochu, som i egenskap av militärguvernör hade makten över de värnpliktiga nationalgardet. Hon kallade på Trochu, som dock uteblev. Hon vägrade att sammankalla regeringen till en annan stad, då det skulle innebära inbördeskrig. Samma natt började upplopp utbryta i Paris, och Jules Favre föreslog en republik i parlamentet. 
4 september höll hon sitt sista regeringsmöte. Hon kallade återigen på Trochu, men det är obekräftat om han kom: enligt hennes sekreterare Auguste Filon gjorde han det inte. Tuilerierna fylldes samtidigt av lojalister som kommit för att visa sitt stöd, medan platsen utanför palatset fylldes av demonstranter, och parlamentet debatterade regentskapsfrågan. 
Samma dag mottog Eugénie en deputation från parlamentet, som bad henne att frånsäga sig makten till parlamentet för att undvika revolution. Hon svarade att hennes främsta lojalitet var till Frankrike och att hon väntade sig att få parlamentets enade stöd hellre än att tvingas svika sin plikt mot nationen; att hon var redo att abdikera om hon och kejsaren var en börda, och att hon då skulle rätta sig efter parlamentets önskan; men att hon trodde att hon bättre kunde förhandla med fienden. Minister Daru svarade att hon inte skulle svika sin plikt mot Frankrike utan tvärtom fullfölja den genom att förhindra en revolution genom sitt offer, varpå hon svarade att hon skulle abdikera om det var ministrarnas önskan. Varje medlem av delegationen ska ha kysst hennes hand då de gick och beskrivs som imponerade av hennes tal.
Samtidigt ersatte Trochu vakterna runt parlamentet av nationalgardister, som släppte in en mobb som krävde republik, vilket ledde till att Léon Gambetta utropade den tredje republiken och inbjöd Trochu att bli dess president. Den avsatte ministern Henri Chevreau skyndade sig då till Tuilerierna och varnade Eugénie för att trupperna i Paris hade ersatts av nationalgardister som ville ha revolution, och att dessa när som helst skulle attackera palatset. Palatsgarnisonens general Mellinet bad om att få försvara Tuilerierna, men hon vägrade ge tillstånd till våld, samtidigt som hon också vägrade att ge sig av. 
Stora folkmassor hade nu samlats som ropade på deposition och slet bort kejsaremblemen från väggar och grindar. Eftersom flaggan fortfarande var hissad, var det uppenbart att hon fortfarande befann sig i palatset, och det förekom dödshot mot henne från folkmassan. Lojalisterna i palatset övertalade henne slutligen att ge sig av med argumentet att folkmassan skulle lyncha henne och tvinga henne att abdikera, medan om hon gav sig av innan hon abdikerade skulle hon behålla sina befogenheter. En lojalist gav henne ett pass utfärdad av den brittiska ambassadören, som gjorde henne till en engelsk invalid på hemresa. Hon sände ett telegram till sin son om att korsa gränsen till Belgien och gav sig av, sedan hon givit order till Mellinet att dra tillbaka sina trupper från palatset så snart alla hade evakuerat. 
Hon lämnade Tuilerierna genom passagen till Louvren i sällskap med sin lektris Mme Lebreton-Bourbaki, prins Metternich, Cavaliere Nigra, amiral Jurien de La Graviere, doktor Eugene Conneau och sekreterare Eugene Conti. Hon sade farväl till La Graviere, Conneau och Conti innan de steg ut på gatan vid Saint Germaine l'Auxerrois, där Metternich skaffade en droska åt dem. Då de skulle stiga på droskan, igenkändes Eugénie av en yngling, men på grund av oväsendet hörde ingen hans rop. Han hölls ned av Nigra tills Eugénie och Lebreton-Bourbaki kommit iväg.

## Efter kejsardömets fall

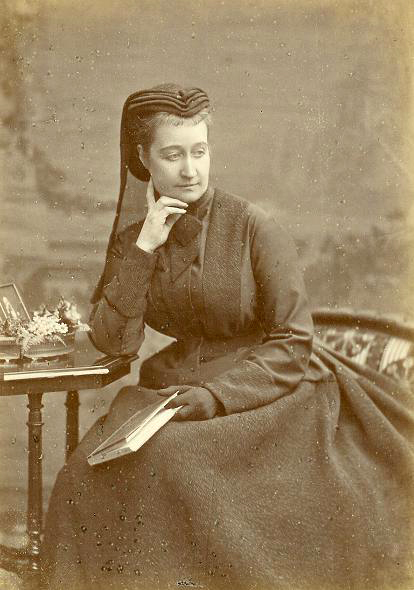
Eugénie de Montijo i änkedräkt, 1873.

Eugénie och Lebreton-Bourbaki tog först droskan till Lebreton-Bourbakis vän och därpå till de Piennes, men då de båda var ute fortsatte de till hennes amerikanske tandläkare Thomas Evans bostad, där hon bad honom om hjälp. De lämnade Paris dagen därpå och reste till Deauville i sällskap med Evans och dennes systerson doktor Edward Crane. I Deauville bad de en britt, sir John Burgoyne, om en resa över kanalen på hans yakt, men denne vägrade tills han övertalades av sin maka. De anlände till Ryde i Storbritannien 8 september 1870, och återförenades med hennes son i Hastings fyra dagar senare.

### Exilmonarki
Tredje republiken konfiskerade den före detta kejsarfamiljens egendom i Frankrike, men familjen hade inga ekonomiska bekymmer: Eugénie hade redan före sitt äktenskap sin egen förmögenhet, och Pauline Metternich hade redan i augusti smugglat hennes juveler till London i en diplomatväska. Familjen bosatte sig på Camden Place i Chislehurst i Kent, där de snart omgavs av ett hov lojalister. 
Eftersom hon aldrig hade abdikerat från sin post som regent, hade hon tekniskt sett fortfarande fullmakt som regent i bonapartistiska ögon, med auktoritet över vad som fanns kvar av den franska armén, vars officerare till stor del var bonapartister. En agent vid namn Regnier tog kontakt med henne och erbjöd sig att förhandla mellan henne och Bismarck. Hon avvisade honom, men han lyckades övertyga Bismarck om att han var hennes sändebud, och denne sände henne den fångne general Bourbaki att förhandla. Hon förklarade missförståndet, men inledde i oktober allvarliga förhandlingar med Bismarck. 
Han föreslog henne att hon skulle avsluta kriget genom att ge den lojalistiska franska armén order om vapenvila, varpå Preussen skulle återupprätta Napoleon III på tronen. Hon avvisade förslaget då hon insåg att fransmännen aldrig skulle acceptera en monarki stödd av Preussen, som avskyddes av samtliga politiska läger, särskilt som Bismarck inte avslöjade vilka krav han skulle komma att ställa i gengäld. Senare samma år besökte hon Napoleon I hans fångenskap i Wilhelmshöhe i Tyskland. I december föreslog hon Napoleon att hon som hans regent skulle återvända till Frankrike och ta befälet över den kejserliga armén och förhandla fram bättre fredsvillkor, men han avvisade förslaget. Han gjorde henne sällskap i England efter sin frigivning i mars 1871.

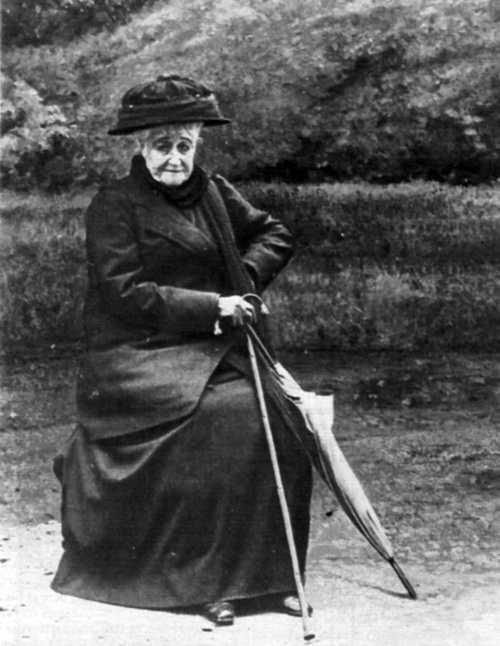
Eugénie, fotograferad 1920.

År 1872 förberedde Napoleon III att återupprätta kejsardömet. Tillsammans med Plon-Plon skulle han företa en invasion av Frankrike från Schweiz och sedan med stöd av Bazaines armé tåga mot Paris, där han skulle motta stöd från Mac-Mahon. Kuppen blev aldrig av på grund av Napoleons död 1873. Hans och Eugénies son utropades nu av bonapartisterna till "Napoleon IV". Sedan greven av Chambord förenat sig med orleanisternas tronkandidat och därefter förlorat chansen att införa sin dynasti på den franska tronen 1874, var dynastin Bonaparte den enda franska dynasti som var möjlig vid återinförandet av monarkin i Frankrike.
Hennes son slogs på brittisk sida i zulukriget. Under ett rekognoseringsuppdrag överraskades han av zulukrigare och dödades den 1 juni 1879 i nuvarande Swaziland. Eugénie gjorde året därpå en pilgrimsfärd till Zululand för att se sonens dödsplats. I sitt testamente hade han uteslutit sin farbror Plon-Plon från bonapartisternas tronföljd till förmån för dennes äldste son. Eugénie försökte förgäves förhindra att testamentet blev känt och orsakade splittring bland bonapartisterna.

### Änka
Eugénie fick 1881 tillstånd att korsa Frankrike på sin väg till Italien, och stannade då inkognito hos Anne Murat i Paris. 1883 återvände hon till Paris då Plon-Plon fängslats där efter ett misslyckat kuppförsök, för att försöka försona de olika grenarna av Bonapartpartiet. Hon blev väl behandlad av Tredje republiken, som så småningom återskänkte henne en del av hennes personliga ägodelar, såsom den Gyllene Rosen hon fått i gåva av påven, tavlan av henne och hennes hovdamer och hennes Ludvig XV-möblemang. 
Från 1881 delade hon sin tid mellan sin brittiska egendom Farnborough Hill i Hampshire och franska Rivieran, där hon kallades "drottningen av Biarritz". Hon seglade till Indien 1903 och vid de norska fjordarna 1907. Hon upprätthöll en nära vänskap med drottning Viktoria, och mottog ofta kungliga gäster, som fortsatte att behandla henne som kejsarinna. Hon kallade sig efter avsättningen "kejsarinnan Eugénie", dock inte "kejsarinna av Frankrike". Hon stod gudmor för Victoria Eugenia av Battenberg 1887 och en andra gång sedan denna konverterade till katolicismen 1906 för att bli drottning i Spanien. År 1910 besökte hon en gång sitt före detta hem som kejsarinna, då som en del av en turistgrupp.
Under första världskriget inrättade hon ett sjukhem på sin engelska egendom Farnborough. Vid krigsslutet 1917, då hon hörde att de allierade bedömde området Alsace-Lorraine som tyskt och därför borde tillfalla Tyskland, sände hon den franska regeringen ett brev till henne från den preussiske kungen från 1871, där han medgav att Tyskland hade annekterat området av strategiska skäl och inte för att det betraktades som tyskt, något som ledde till att området blev franskt vid Versaillesfreden.

## Eftermäle
Ett spa, en efterrätt, ett körsbär och en jordgubbe har fått sitt namn efter Eugénie de Montijo, samt även en asteroid, 45 Eugenia, och ett vattenfall, chutes de l'Impératrice Eugénie.